# Анна Похлак
Анна Похлак (нар. 1 липня 1993) — естонська спортивна морячка / спортсменка з вітрильного спорту . На літніх Олімпійських іграх 2012 року вона брала участь у жіночому класі «Лазерний радіал», фінішувавши на 35-му місці. Вона почала плавати в 11-річному віці та плавала в класах Оптиміст і Zoom

## Зовнішні посилання
- Анна ПОХЛАК, ISAF: Прогресування рейтингу, Останній рейтинг, Лазерний радіал - Жінки - Катер на центральному борту [Архівовано 19 червня 2012 у Wayback Machine.];
- Анна Похлак на сайті Міжнародного олімпійського комітету
- Анна Похлак — олімпійська статистика на сайті Sports-Reference.com (англ.) (архівна версія)

| Спортсмен | Це незавершена стаття про спортсменку. Ви можете допомогти проєкту, виправивши або дописавши її. |